# Spisak banaka u Crnoj Gori
Ovo je spisak banaka u Crnoj Gori:

## Centralna banka
- Centralna banka Crne Gore

## Komercijalne banke
Prema podacima od 1. februara 2022. u Crnoj Gori postoji 13 licenciranih komercijalnih banaka.
| Banka                  |
| ---------------------- |
| CKB banka              |
| Hipotekarna banka      |
| Prva banka CG          |
| ERSTE bank             |
| NLB banka              |
| Addiko bank            |
| Universal Capital bank |
| Lovćen banka           |
| Zapad banka            |
| ZIRAAT bank            |
| Adriatic bank          |
| Invest banka           |
| Atlas banka            |